# Edwardsia rubricollum
Espèce
Edwardsia rubricollum est une espèce de la famille des Edwardsiidae.

## Systématique
Le nom valide complet (avec auteur) de ce taxon est Edwardsia rubricollum Stimpson, 1856.
Edwardsia rubricollum a pour synonymes :
- Ammonactis (Edwardsia) rubricollum Verrill
- Ammonactis rubricollum Verrill

## Publication originale
- (en) Wm. Stimpson, 1855, « Descriptions of some of the new Marine Invertebrata from the Chinese and Japanese Seas », Proceedings of the Academy of Natural Sciences, Philadelphie, vol. 7, n. 10, p. 375-384 (lire en ligne).